# Kolumbianische Fußballnationalmannschaft der Frauen/Weltmeisterschaften
Der Artikel beinhaltet eine ausführliche Darstellung der kolumbianischen Fußballnationalmannschaft der Frauen bei Weltmeisterschaften. Kolumbien konnte sich erstmals 2011 für die WM-Endrunde der Frauen qualifizieren und nahm 2015 zum zweiten Mal teil. In der ewigen Tabelle belegt Kolumbien den 17. Platz. Kolumbien war vor der WM 2015 der einzige WM-Teilnehmer, der noch kein Tor erzielen konnte, hatte aber auch die wenigsten Gegentore kassiert. Beides änderte sich bei der erneuten Teilnahme. 2023 schalteten die Kolumbianerinnen in der Gruppenphase Ex-Weltmeister Deutschland aus und erreichten erstmals das Viertelfinale.

## Die Nationalmannschaft bei Weltmeisterschaften

### Übersicht
| Jahr | Gastgeberland         | Teilnahme bis …    | Gegner                   | Ergebnis | Trainer        | Bemerkungen und Besonderheiten                                                                                       |
| ---- | --------------------- | ------------------ | ------------------------ | -------- | -------------- | --- |
| 1991 | Volksrepublik China   | nicht teilgenommen |                          |          |                | |
| 1995 | Schweden              | nicht teilgenommen |                          |          |                | |
| 1999 | USA                   | nicht qualifiziert |                          |          |                | Bei der Sudamericano Femenino 1998 an Brasilien und Peru gescheitert, das sich aber auch nicht qualifizieren konnte. |
| 2003 | USA                   | nicht qualifiziert |                          |          |                | Bei der Sudamericano Femenino 2003 an Brasilien und Argentinien gescheitert.                                         |
| 2007 | Volksrepublik China   | nicht qualifiziert |                          |          |                | Bei der Sudamericano Femenino 2006 an Brasilien und Argentinien gescheitert.                                         |
| 2011 | Deutschland           | Vorrunde           | Schweden, USA, Nordkorea | 14.      | Ricardo Rozo   | Ohne Torerfolg ausgeschieden                                                                                         |
| 2015 | Kanada                | Achtelfinale       | USA                      | 12.      | Fabián Taborda | |
| 2019 | Frankreich            | nicht qualifiziert |                          |          |                | Bei der Sudamericano Femenino 2018 an Brasilien, Chile und Argentinien gescheitert.                                  |
| 2023 | Australien/Neuseeland | Viertelfinale      | England                  | 8.       | Nelson Abadía  | Als Zweiter der Copa América der Frauen 2022 qualifiziert.                                                           |

### Statistik
(Angaben inkl. 2023: Neun Weltmeisterschaften)
- nicht teilgenommen: zweimal (22,2 %, 1991 und 1995)
- nicht qualifiziert: viermal (44,4 %; 1999, 2003, 2007 und 2019)
- qualifiziert: dreimal (33,3 %)
  - Vorrunde: einmal (11,1 %; 2011)
  - Achtelfinale: einmal (11,1 %; 2015)
  - Viertelfinale: einmal (11,1 %; 2023)

## Die Turniere

### WM 1991 in der Volksrepublik China
An der Sudamericano Femenino 1991, die als Qualifikation für die erste WM der Frauen diente, nahmen die Kolumbianerinnen nicht teil. Als Vertreter Südamerikas nahm nur Brasilien an der WM teil.

### WM 1995 in Schweden
Auch an der Sudamericano Femenino 1995, die als Qualifikation für die zweite WM der Frauen diente, nahmen die Kolumbianerinnen nicht teil. Damit konnte Kolumbien auch nicht am ersten Fußballturnier der Frauen bei den Olympischen Spielen 1996 teilnehmen, da sich nur die acht besten Mannschaften der WM dafür qualifizieren konnten.

### WM 1999 in den USA
Für die dritte Weltmeisterschaft bzw. die wieder als Qualifikation dienende Südamerikameister hatten alle 10 CONMEBOL-Mitglieder gemeldet, also auch Kolumbien. Die Meisterschaft wurde daher in zwei Gruppen in Argentinien ausgespielt. Kolumbien traf in seiner auf Titelverteidiger Brasilien, Peru, Chile und Venezuela. Am 2. März 1998 bestritten die Kolumbianerinnen in Mar del Plata ihr erstes Länderspiel und gewannen mit 4:1 gegen Venezuela. Im zweiten Spiel gegen Brasilien verloren sie dann mit 1:12. Nach einem 5:1 gegen Chile folgte ein 1:2 gegen Peru. Damit schied Kolumbien als Dritter der Vorrunde aus und hatte damit neben der WM-Teilnahme auch wieder die Teilnahme am Fußballturnier der Frauen bei den Olympischen Spielen 2000 verpasst.

### WM 2003 in den USA
Eigentlich sollte die WM 2003 wieder in der Volksrepublik China stattfinden. Wegen der SARS-Epidemie wurde das Turnier kurzfristig in die USA verlegt. Damit fand die Weltmeisterschaft zum zweiten Mal in den USA statt. In der Qualifikation, die wieder als Sudamericano Femenino 2003 ausgetragen wurde, musste Kolumbien zunächst gegen Ecuador und Venezuela antreten. Nach einem 8:0 gegen Venezuela reichte ein 1:1 gegen Ecuador aufgrund der mehr erzielten Tore, um die Endrunde zu erreichen. Hier war Brasilien, das erst in der Runde der letzten Vier antreten musste, von keiner Mannschaft zu schlagen. Kolumbien verlor zudem gegen Argentinien, das sich damit erstmals für die WM qualifizieren konnte. Lediglich gegen Peru gelang ein 1:0-Sieg. Gegen Brasilien gab es aber mit dem 0:12 die höchste Länderspielniederlage. Zudem wurde damit die Teilnahme am Fußballturnier der Frauen bei den Olympischen Spielen 2004 verpasst.

### WM 2007 in der Volksrepublik China
Vier Jahre später fand dann die WM doch zum zweiten Mal in der Volksrepublik China statt. In der Sudamericano Femenino 2006, die wieder als Qualifikation diente, spielten die 10 CONMEBOL-Mitglieder zunächst in zwei Fünfergruppen vier Mannschaften für die Endrunde aus. Kolumbien traf dabei zunächst auf Argentinien, Uruguay, Ecuador und Chile. Kolumbien konnte zwar gegen den späteren Gruppenzweiten Uruguay das erste Spiel mit 1:0 gewinnen, verlor dann aber gegen Chile mit 1:3 und erreichte gegen Ecuador nur ein 2:2. Durch eine 0:6-Niederlage gegen Argentinien im letzten Spiel wurde dann der 2. Gruppenplatz verpasst. Stattdessen schied Kolumbien als Gruppenvierter aus. Argentinien konnte dann in der Endrunde überraschend Brasilien schlagen und wurde damit erstmals Südamerikameister der Frauen. Beide fuhren wieder zur WM, wo Argentinien gegen Titelverteidiger Deutschland die erste zweistellige Niederlage bei einer WM der Frauen hinnehmen musste.

### WM 2011 in Deutschland

Startaufstellungen im ersten WM-Spiel der Kolumbianerinnen

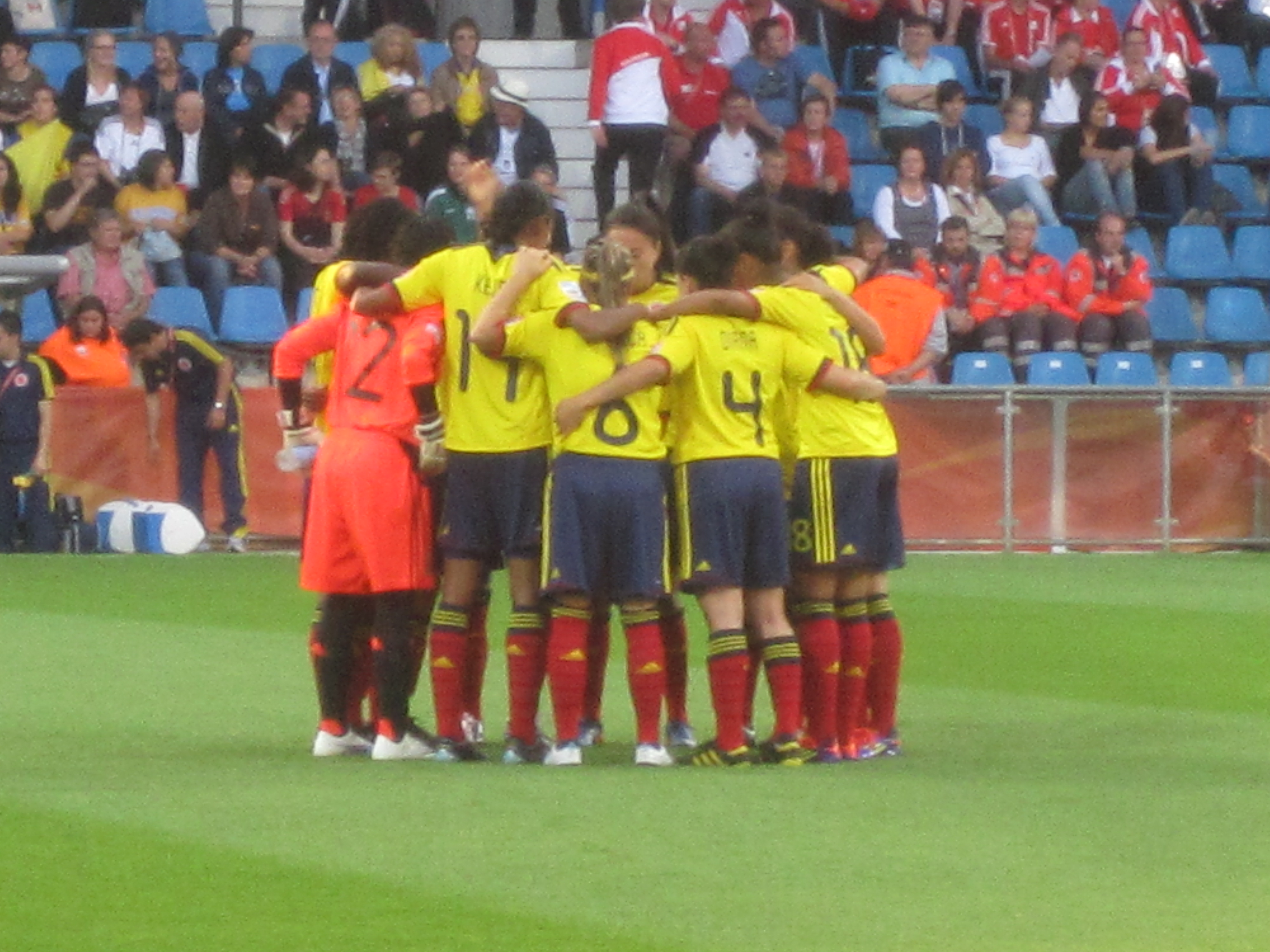
Die Kolumbianerinnen vor dem Spiel gegen Nordkorea

Für die WM in Deutschland qualifizierten sich die Kolumbianerinnen dann erstmals. Bei der Sudamericano Femenino 2010 belegte Kolumbien hinter Brasilien durch ein 1:0 in der Endrunde gegen Argentinien Platz 2. In der Vorrunde gelangen drei Siege gegen Paraguay (3:0), Venezuela (5:0) und Uruguay (8:0, einer der höchsten Siege Kolumbiens) bei nur einer 1:2-Niederlage gegen Brasilien. In der Finalrunde wurde dann zwar nach einem 1:1 gegen Chile mit 0:5 gegen Brasilien verloren, das 1:0 gegen Argentinien am letzten Spieltag brachte aber Kolumbien statt Argentinien die WM-Fahrkarte. Zudem qualifizierte sich die Mannschaft damit für das Fußballturnier der Frauen bei den Olympischen Spielen 2012.
In Deutschland wurde Kolumbien in eine Todesgruppe mit drei Mannschaften aus den Top 5 der FIFA-Weltrangliste gelost: USA (Nr. 1), Schweden (Nr. 3) und Nordkorea (Nr. 5). Kolumbien galt daher als Außenseiter und nur die Höhe der Niederlagen war fraglich. In ihrem ersten WM-Spiel gegen Schweden hielten sie 56 Minuten lang das 0:0, mussten dann aber das 0:1 hinnehmen, bei dem es bis zum Ende blieb. Gegen den Weltranglistenersten verloren sie dann mit 0:3, aber auch dies war keine Demütigung. Da auch Nordkorea gegen Schweden und die USA verloren hatte, war für Nordkorea und Kolumbien ein Weiterkommen ins Viertelfinale nach zwei Spielen nicht mehr möglich. Im letzten Spiel trennten sich dann beide torlos und durften heimfahren. Da aber anschließend zwei nordkoreanische Spielerinnen positiv auf Doping getestet wurden, wurde Nordkorea gleich für die nächste WM gesperrt. Die USA und Schweden wurden im Endklassement Zweiter und Dritter, was die knappen Niederlagen gegen diese Mannschaften noch aufwertete.

### WM 2015 in Kanada

Startaufstellungen beim ersten Sieg in einem WM-Spiel

Für die dritte WM in Nordamerika wurde die Zahl der Teilnehmer auf 24 erhöht und eine dritte südamerikanische Mannschaft hatte nun die Chance sich in panamerikanischen Playoffs gegen einen CONCACAF-Vertreter für die WM zu qualifizieren. Diesen Umweg musste Kolumbien aber nicht gehen. Bei der Sudamericano Femenino 2014, die wieder als Qualifikation für die WM diente, setzten sich die Kolumbianerinnen in der Gruppenphase mit vier Siegen gegen Uruguay (4:0), Venezuela (4:1), Ecuador (1:0) und Peru (1:0) durch. In der Finalrunde reichte es zunächst nur zu einem 0:0 gegen Argentinien, Gastgeber Ecuador wurde dann aber mit 2:1 besiegt, so dass ein 0:0 gegen Brasilien im letzten Spiel zu Platz 2 reichte, der zur WM-Teilnahme berechtigte. Zudem qualifizierte sich die Mannschaft damit für das Fußballturnier der Frauen bei den Olympischen Spielen 2016. Gastgeber Ecuador konnte durch ein 3:2 nach 0:2-Rückstand im letzten Spiel gegen Argentinien zumindest Platz 3 erreichen und damit die Playoffs gegen Trinidad & Tobago. Durch ein Last-minute-Tor im letzten Spiel der WM-Qualifikation qualifizierte sich Ecuador dann als letzte Mannschaft zum ersten Mal für die WM.
Bei der Auslosung der Gruppen war Kolumbien nicht gesetzt und wurde der Gruppe F mit Frankreich zugelost. Weitere Gegner waren England und Mexiko.
Im ersten Spiel gegen Mexiko, gegen das sie noch nie gewonnen hatten, sah es lange nach einer erneuten Niederlage aus. Kurz vor Schluss konnte dann Daniela Montoya mit dem ersten WM-Tor für Kolumbien noch den Ausgleich erzielen. Gegen WM-Mitfavorit Frankreich gelang dann ein Überraschungscoup und der erste WM-Sieg. Vor dem letzten Gruppenspiel gegen England stand Kolumbien aufgrund der Ergebnisse der anderen Gruppen bereits im Achtelfinale, verlor dann gegen England und auch das Achtelfinale gegen die USA, bei dem Ersatztorhüterin Catalina Pérez nach einer Notbremse im Strafraum die Rote Karte erhalten hatte.

### WM 2019 in Frankreich
Die dritte WM in Europa findet dann ohne Kolumbien statt. Zwar setzten sich die Kolumbianerinnen in der Vorrunde der Fußball-Südamerikameisterschaft der Frauen 2018 in Chile souverän mit drei Siegen und einem Remis gegen die Gastgeberinnen durch, wobei sie 14:2 Tor erzielten, in der Finalrunde verloren sie aber zunächst gegen Argentinien mit 1:3, spielten wieder remis gegen Chile und verloren dann gegen Brasilien mit 0:3. Damit belegten sie den letzten Platz und mussten Brasilien und Chile, das sich erstmals qualifizieren konnte, die direkten WM-Startplätze überlassen und Argentinien die Chance auf eine Qualifikation in den inneramerikanischen Playoffs. Immerhin war Catalina Usme mit neun Toren beste Torschützin des Turnieres, erzielte diese aber alle in der ersten Runde. Durch die verpasste Qualifikation fiel Kolumbien in der ewigen Tabelle um zwei Plätze.

## = WM 2023 in Australien und Neuseeland
Für die erste WM der Frauen in der südlichen Hemisphäre mussten sich die Kolumbianerinnen bei der Copa América der Frauen 2022 qualifizieren, die sie erstmals ausrichteten. Mit Siegen in der Vorrunde gegen Paraguay (4:2), Bolivien (3:0), Ecuador (2:1) und Chile (4:0) wurden sie Gruppensiegerinnen. Im Halbfinale wurde mit 1:0 gegen Argentinien gewonnen, womit sich die Mannschaft zum dritten Mal für die WM-Endrunde qualifizierte. Im Finale konnten sie den Heimvorteil aber nicht nutzen und unterlagen Brasilien mit 0:1.
Bei der Auslosung am 22. Oktober 2022 wurde Kolumbien in die Gruppe mit Deutschland, WM-Neuling Marokko und Südkorea gelost, gegen die noch nie gespielt wurde. Alle vier Mannschaften wurden bei ihrer letzten Kontinentalmeisterschaft Vizemeister. Nach einem 2:0-Sieg gegen Südkorea wurde gegen Deutschland durch ein Tor in der Nachspielzeit mit 2:1 gewonnen. Da sich Deutschland und Südkorea im letzten Spiel 1:1 trennten, wurde Kolumbien trotz einer 0:1-Niederlage gegen Marokko Gruppensieger vor Marokko, das gegen Deutschland zwar 0:6 verloren gegen Südkorea aber mit 1:0 gewonnen hatte. Im Achtelfinale traf Kolumbien auf Jamaika, das überraschend Brasilien ausgeschaltet hatte. Gegen die Jamaikanerinnen gab es zuvor einen Sieg und eine Niederlage. Mit einem 1:0-Sieg zogen die Kolumbianerinnen ins Viertelfinale gegen Europameister England. Hier gingen sie in der 44. Minute mit 1:0 in Führung, mussten aber in der Nachspielzeit der ersten Halbzeit noch den Ausgleich hinnehmen und in der zweiten Halbzeit den zweiten Gegentreffer. Da keine weiteren Tore fielen, schieden die Kolumbianerinnen aus.

## Spiele
Kolumbien bestritt bisher zwölf WM-Spiele, davon wurden vier gewonnen, sechs verloren und zwei endeten remis.
Kolumbien nahm nie am Eröffnungsspiel teil, spielte nie gegen den Gastgeber und Titelverteidiger. Einmal spielte die Mannschaft gegen den späteren Weltmeister und einmal gegen einen aktuellen Kontinentalmeister. Die ersten drei Spiele waren die ersten gegen die jeweiligen Gegner, hinzu kamen ein weiteres bei der WM 2015 gegen England und 2023 gegen Südkorea, Deutschland und Marokko. Häufigster Gegner sind England und die USA mit zwei Spielen, alle anderen sind bisher einmalig.
| Alle WM-Spiele |            |          |             |                  |   |               |                                |
| Nr.            | Datum      | Ergebnis | Gegner      | Austragungsort   |   | Anlass        | Bemerkungen                    |
| 1              | 28.06.2011 | 0:1      | Schweden    | Leverkusen (DEU) | * | Vorrunde      | Erstes Spiel gegen Schweden    |
| 2              | 02.07.2011 | 0:3      | USA         | Sinsheim (DEU)   | * | Vorrunde      | Erstes Spiel gegen die USA     |
| 3              | 06.07.2011 | 0:0      | Nordkorea   | Bochum (DEU)     | * | Vorrunde      | Erstes Spiel gegen Nordkorea   |
| 4              | 09.06.2015 | 1:1      | Mexiko      | Moncton (CAN)    | * | Vorrunde      |                                |
| 5              | 13.06.2015 | 2:0      | Frankreich  | Moncton (CAN)    | * | Vorrunde      |                                |
| 6              | 17.06.2015 | 1:2      | England     | Montreal (CAN)   | * | Vorrunde      | Erstes Spiel gegen England     |
| 7              | 22.06.2015 | 0:2      | USA         | Edmonton (CAN)   | * | Achtelfinale  |                                |
| 8              | 25.07.2023 | 2:0      | Südkorea    | Sydney (AUS)     | * | Vorrunde      | Erstes Spiel gegen Südkorea    |
| 9              | 30.07.2023 | 2:1      | Deutschland | Sydney (AUS)     | * | Vorrunde      | Erstes Spiel gegen Deutschland |
| 10             | 03.08.2023 | 0:1      | Marokko     | Perth (AUS)      | * | Vorrunde      | Erstes Spiel gegen Marokko     |
| 11             | 08.08.2023 | 1:0      | Jamaika     | Melbourne (AUS)  | * | Achtelfinale  |                                |
| 12             | 12.08.2023 | 1:2      | England     | Sydney (AUS)     | * | Viertelfinale |                                |

Die drei Siege gegen Deutschland, Frankreich und Südkorea sind auch die höchsten gegen diese Mannschaften.
Gegen diese Mannschaften kassierte die kolumbianische Mannschaft ihre höchsten Niederlagen bei einem WM-Turnier:
- England 1:2 (2015, Vorrunde und 2023, Viertelfinale) – einzige Spiele gegen England
- Marokko 0:1 (2023, Vorrunde) – einziges Spiel gegen Marokko
- Schweden 0:1 (2011, Vorrunde) – einziges Spiel gegen Schweden

## Rekorde

### Negativrekorde
- Kolumbien war bis 2015 der einzige WM-Teilnehmer, der kein Tor schießen konnte.